# Floresta

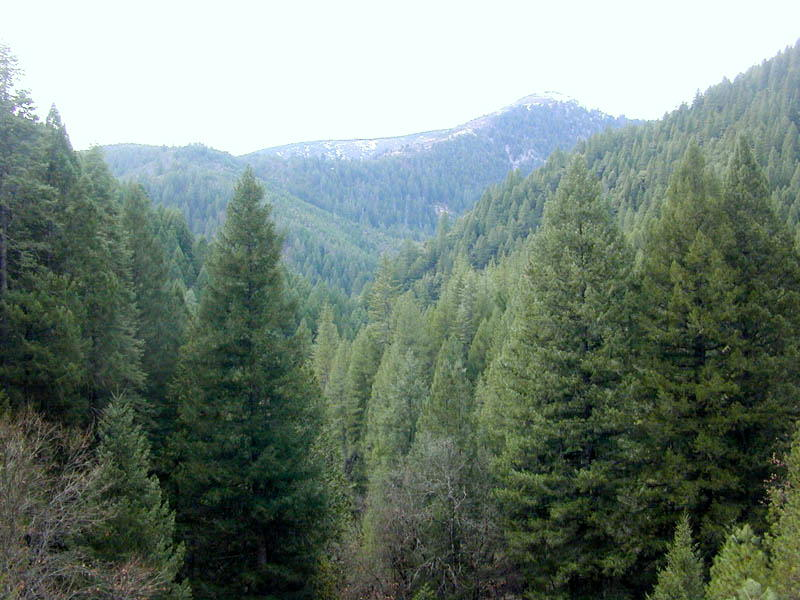
Floresta de coníferas em Sierra Nevada Range no norte da Califórnia

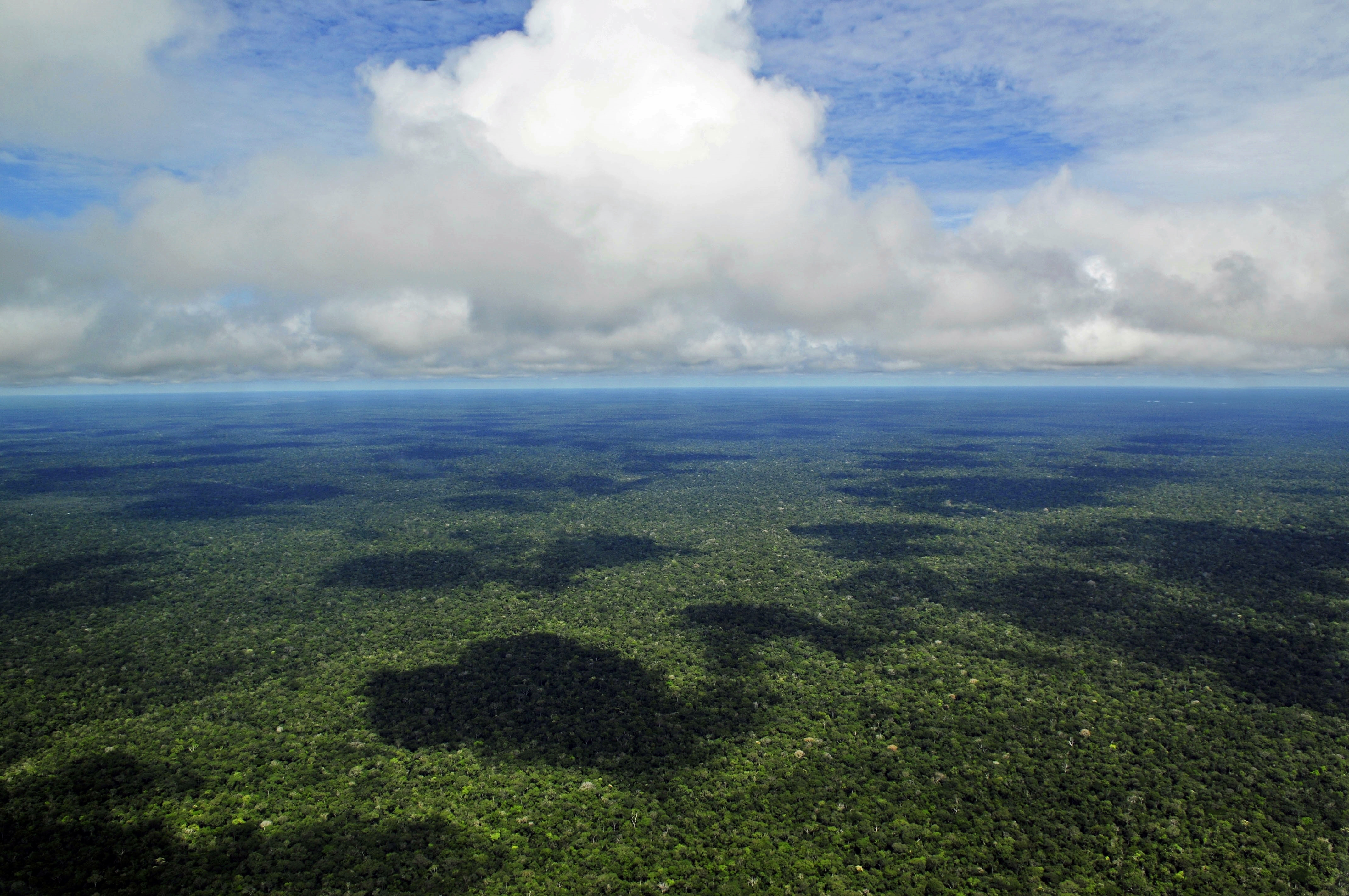
Fotografia aérea de uma pequena parte da Amazônia brasileira próxima a Manaus

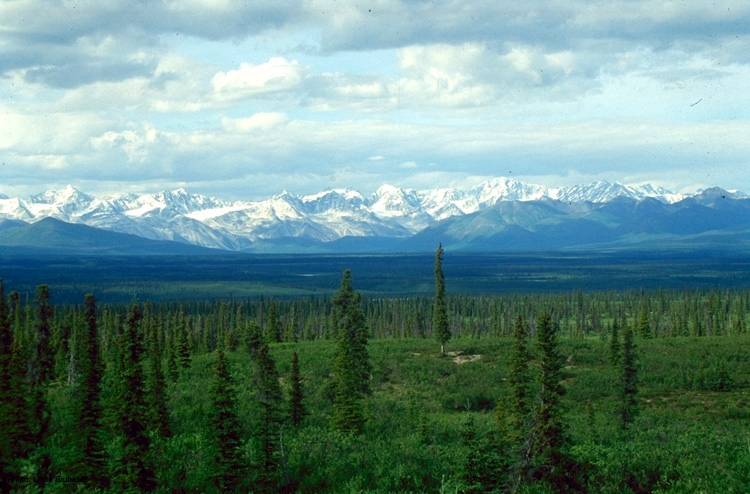
Taiga vista da Denali Highway, Cordilheira do Alasca

Floresta é uma área com alta densidade de árvores. Segundo dados da Organização das Nações Unidas para a Alimentação e a Agricultura, as florestas ocupavam em 2006 cerca de 4 bilhões de hectares ou aproximadamente 30% da superfície terrestre. As florestas são vitais para a vida do ser humano, devido a muitos fatores principalmente de ordem climática. As florestas são o ecossistema terrestre dominante da Terra e são distribuídas ao redor do globo. De acordo com a definição amplamente utilizada, da Organização para a Alimentação e a Agricultura, as florestas cobriam 41 milhões de km² do globo em 1990 e 39,9 milhões de km² em 2016.
A mais conhecida floresta é a floresta Amazônica, maior que muitos países. Erroneamente considerada o Pulmão do Mundo, não é, pois foi comprovado cientificamente que a floresta Amazônica consome cerca de 65% do oxigênio que produz (com a fotossíntese) com a respiração e transpiração das plantas.  A taiga siberiana é a maior floresta do mundo, sendo que este bioma estende-se para além da Sibéria, nomeadamente, pelo Alasca, Canadá, Groenlândia, Norte da Europa e Japão.

## Origem
A origem das árvores e florestas no Devoniano Central foi um ponto de virada na história da Terra, marcando mudanças permanentes na ecologia terrestre, ciclos geoquímicos, níveis atmosféricos de CO2 e clima. Um sistema de raízes amplo, em solos fósseis na região de Catskill, perto do Cairo, Nova York, mostrando a presença de árvores com folhas e madeira, evidenciaram árvores de 385 milhões de anos que existiam durante o período devoniano.

## Formação
As florestas podem ser de formação natural ou artificial: Uma floresta de formação natural é o habitat de muitas espécies de animais e plantas, e a sua biomassa por unidade de área é muito superior se comparado com outros biomas. Além disso, a floresta é uma fonte de riquezas para o homem: fornece madeira, resina, celulose, cortiça, frutos, bagas, é abrigo de caça, protege o solo da erosão, acumula substâncias orgânicas, favorece a piscicultura, cria postos de trabalho, fornece materiais para exportação, melhora a qualidade de vida.
As florestas plantadas são aquelas implantadas com objetivos específicos, e tanto podem ser formadas por espécies nativas como exóticas. Este é o tipo de florestas preferido para o uso em processos que se beneficiem da uniformidade da madeira produzida, como a produção de celulose ou chapas de fibra, também chamadas de placas de fibra, por exemplo. Semelhante às culturas agrícolas, o cultivo de florestas passa pela implantação; um período de crescimento onde são necessários tratos silviculturais e um período de colheita. Apesar do recente progresso no setor de reflorestamento para a produção de celulose, desde a Revolução Industrial, 50% das florestas da época foram destruídas.

## Dossel florestal

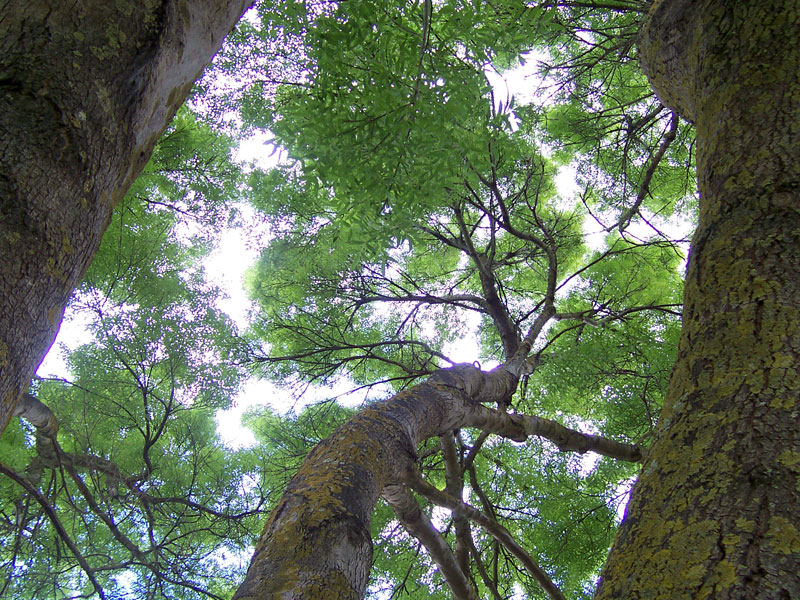
Área do dossel de uma árvore

Dossel florestal é o estrato superior das florestas, que ao que tudo indica guarda a maior biodiversidade do planeta, contendo, segundo estimativas, até 65% das formas de vida das florestas tropicais, nas quais tal cobertura atinge de 30 a 60 m de altura.
Devido à dificuldade de acesso e observação é um ambiente ainda pouco conhecido. A partir da década de 1980, contudo, biólogos e ecólogos passaram a ter interesse em pesquisas nesse campo, passando a adaptar técnicas de escalada, utilizadas em alpinismo, para ascensão às copas das árvores. Essa técnica passou a ser conhecida como arvorismo.
Os maiores dosséis do mundo são as coberturas florestais da Amazónia e do Congo.

## Brasil

### Classificação do IBGE (2012)
Segundo a classificação da vegetação brasileira do IBGE (2012, p. 134), as subcategorias da classe de formação florestal são:
- subgrupo de formação: floresta ombrófila densa (floresta tropical pluvial);
- subgrupo de formação: floresta ombrófila aberta (faciações da floresta ombrófila densa);
- subgrupo de formação: floresta ombrófila mista (floresta de araucária, mata de araucária, pinheiral);
- subgrupo de formação: floresta estacional sempre verde (floresta estacional perenifólia);
- subgrupo de formação: floresta estacional semidecidual (floresta tropical subcaducifólia);
- subgrupo de formação: floresta estacional decidual (floresta tropical caducifólia).

### Outras categorias
Aqui há uma classificação quanto ao tipo de vegetação que compreende uma floresta, não confundir com tipos de biomas, que em muitos casos tem nomes como "floresta temperada".

#### Florestas tropicais úmidas
São as florestas com a maior biodiversidade do planeta, isso devido a sua localização (seguindo a linha do equador entre os trópicos) no qual não há limitação de luz, água e temperatura extremas. Na floresta tropical, as árvores são sempre verdes e de folhas largas, caracteristicamente cobertas por trepadeiras (lianas) e epífitas. Devido a sua grande diversidade de espécies, torna-se um ambiente muito frágil para a degradação uma vez que se extinguindo uma espécie interfere-se em toda a cadeia de relações entre espécies.
Precipitação anual 2 000 mm a 4 000 mm.

#### Florestas esparsas ou pouco densas
Podem ser encontradas em faixas também intertropicais, mas não têm alta densidade, savanas, pradarias com árvores ou grupos de árvores espalhadas, encontram-se em regiões quentes, porém, com uma ou duas épocas de secas prolongadas em que os incêndios constituem uma parte importante do ambiente. Instalam-se nos climas tropicais na África, Ásia e Austrália. No Brasil trata-se do cerrado. As estações são reguladas pela precipitação mais do que pela temperatura, como ocorre nos campos temperados. As gramíneas são intercaladas por árvores e arbustos tortuosos. Fauna abundante em variedade de espécies. As savanas tropicais necessitam de muita luz, onde há alternância de períodos de chuva e de seca, como as savanas tropicais da região oeste do Sudão localizadas em terrenos planos.

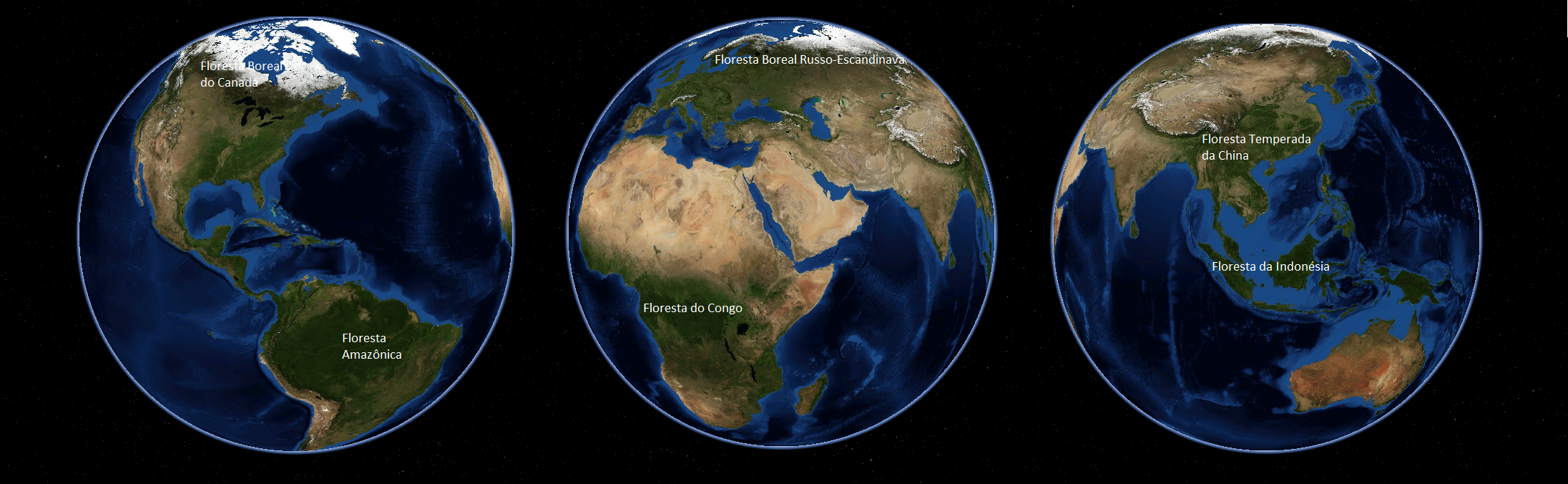
Maiores florestas

Precipitação de 1 000 a 1 500 mm

#### Florestas aciculifoliadas
Floresta aciculifoliadas, são florestas com predomínio de coníferas, já que esse tipo de floresta se encontra em clima subártico, com degelo de solo no verão. Assim, essas árvores têm diversas adaptações especiais para a conservação de água e proteção contra frio extremo, como o tipo de folhagem apresentada, aculiforme, ela é uma floresta sempre verde, que são encontradas no bioma da taiga.
Precipitação anual de 400 a 850 mm.